# Lech Romanowicz
Lech Romanowicz – polski naukowiec, biochemik, doktor habilitowany nauk medycznych.

## Życiorys
Od 1990 zatrudniony na Akademii Medycznej w Białymstoku. W 1994 pod kierunkiem prof. Edwarda Bańkowskiego z Zakładu Biochemii obronił pracę doktorską pt. „Składniki łącznotkankowe tętnicy pępowinowej i ich zmiany w przebiegu EPH-gestozy” uzyskując stopień naukowy doktora nauk medycznych. W 2011 na podstawie osiągnięć naukowych i złożonej rozprawy „Lipidy sznura pępowinowego” uzyskał na Wydziale Farmaceutycznym z Oddziałem Medycyny Laboratoryjnej Uniwersytetu Medycznego w Białymstoku stopień naukowy doktora habilitowanego nauk medycznych w zakresie biologii medycznej, specjalność: biochemia.
Jest zatrudniony na stanowisku adiunkta w Zakładzie Biochemii Lekarskiej UMB.